# Politique dans la Moselle
 (avril 2009).
Si vous disposez d'ouvrages ou d'articles de référence ou si vous connaissez des sites web de qualité traitant du thème abordé ici, merci de compléter l'article en donnant les références utiles à sa vérifiabilité et en les liant à la section « Notes et références ».
Le département français de la Moselle est un département créé le 4 mars 1790 en application de la loi du 22 décembre 1789, à partir des anciennes provinces de Lorraine, des Trois-Évêchés et de Bar. Les 725 actuelles communes, dont presque toutes sont regroupées en intercommunalités, sont organisées en 25 cantons permettant d'élire les conseillers départementaux. La représentation dans les instances régionales est quant à elle assurée par 31 conseillers régionaux. Le département est également découpé en 9 circonscriptions législatives, et est représenté au niveau national par neuf députés et quatre sénateurs. 

## Histoire politique

Redécoupage des frontières départementales à la suite de l'annexion de 1871.

Au moment de l'annexion allemande, les députés élus aux élections législatives françaises de 1871 ne sont pas pris en compte et deviennent les députés « protestataires ». Au sein des élections législatives allemandes, ils se regroupent au sein du Parti d'Alsace-Lorraine. Le district de Lorraine prend la place du département de la Moselle. En 1911, le Landtag d'Alsace-Lorraine, parlement régional, est établi dont 20 membres sur 60 sont élus à partir du district de Lorraine.
De retour en France, le département figure, depuis de longues années, parmi les départements où les forces politiques de droite disposent des positions les plus solides. Le fait que la Moselle soit un département concordataire n'est sans doute pas étranger à ce comportement, le courant démocrate-chrétien jouant notamment un grand rôle dans une vie politique marquée par les idées religieuses.
Ainsi, pendant la période de la IVe République, ce sont les listes du Mouvement républicain populaire qui sont arrivées en tête lors de chaque élection, avec Robert Schuman en tête de liste.
Lors des premières élections sous la Ve République, cinq des sept députés élus étaient membres du MRP.
Pour autant, la gauche mosellane n'est pas sans avoir un certain nombre de positions, notamment dans l'ancien arrondissement de Thionville-Ouest qui, dans le prolongement du Pays Haut du Nord du département voisin de Meurthe-et-Moselle, s'est consacré historiquement aux activités de production sidérurgique. Le prolétariat des usines de la métallurgie a constitué la base politique de la gauche.
A contrario, le  bassin houiller lorrain n'a jamais véritablement constitué une position de force pour la gauche, notamment de par l'influence des idées démocrates chrétiennes.
Enfin, les autres parties du département, où les traditions rurales et parfois, la présence de l'armée, jouent un rôle déterminant dans l'activité économique et sociale, sont durablement acquises à la droite.
Depuis 1981, la Moselle connaît cependant certaines évolutions politiques, marquées notamment lors des dernières élections municipales par une série de succès importants pour la gauche puisque les trois villes de Metz, Thionville et Forbach sont, pour la première fois ensemble, gérées par la gauche.
Les divisions de la droite, souvent vives entre démocrates chrétiens et gaullistes et néo gaullistes, ont conduit, parfois, à des résultats inattendus. Ainsi, en 2001, lors du renouvellement sénatorial, la présence de sept listes de droite et du centre a conduit à l'élection de trois sénateurs socialistes, sur les cinq du département. Les années 2000 voient l'enracinement du Front national (FN) dans le département.
Les élections municipales de 2014 sont notamment marquées par la victoire de Fabien Engelmann (FN) à Hayange et la défaite de Florian Philippot à Forbach. Dominique Gros (PS), maire sortant de Metz, est réélu contre Marie-Jo Zimmermann (UMP) avec seulement 770 voix d'avance.
Lors des élections départementales de 2015, la droite et le centre remportent 18 des 27 cantons du département. Le PS avec 16,81 % des suffrages obtient 12 sièges. Le FN remporte 34,98 % des voix et n'obtient aucun siège.

## Représentation politique et administrative

### Préfets et arrondissements

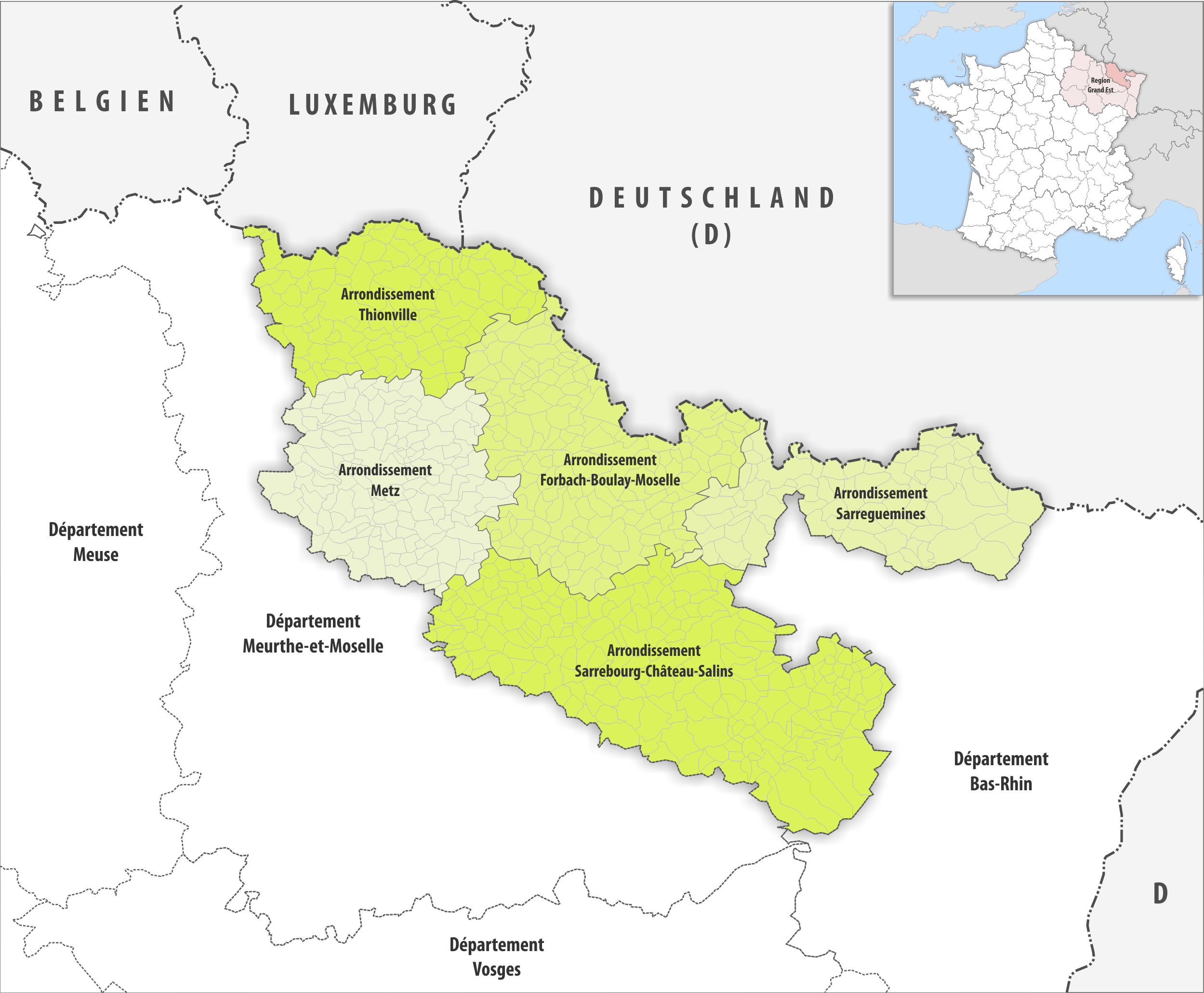
Arrondissements

La préfecture de la Moselle est localisée à Metz. Le département possède en outre deux sous-préfectures à Thionville, Sarreguemines, Sarrebourg et Forbach. 

### Députés et circonscriptions législatives

Circonscriptions et affiliations à l'issue des élections de 2024.

| Circ. | Nom                     |  | Parti  | Groupe                             | Suppléant         |
| ----- | ----------------------- |  | ------ | ---------------------------------- | ----------------- |
| 1re   | Belkhir Belhaddad       |  | RE     | Ensemble pour la République (app.) | Martine Barondeau |
| 2e    | Ludovic Mendes          |  | RE     | Ensemble pour la République (app.) | François Henrion  |
| 3e    | Nathalie Colin-Oesterlé |  | UDI    | Horizons et indépendants (app.)    | Serge Wolljung    |
| 4e    | Fabien Di Filippo       |  | LR     | Droite républicaine                | Jérôme End        |
| 5e    | Pascal Jenft            |  | RN     | Rassemblement national             | Laurent Sadler    |
| 6e    | Kévin Pfeffer           |  | RN     | Rassemblement national             | Philippe Sobczyk  |
| 7e    | Alexandre Loubet        |  | RN-LAF | Rassemblement national             | Xavier Cerveau    |
| 8e    | Laurent Jacobelli       |  | RN     | Rassemblement national             | Fabien Engelmann  |
| 9e    | Isabelle Rauch          |  | HOR    | Horizons et indépendants           | Lucas Grandjean   |

### Sénateurs
| Nom                |  | Parti | Groupe                                | Autres mandats (passés ou actuels)                             |
| ------------------ |  | ----- | ------------------------------------- | -------------------------------------------------------------- |
| Khalifé Khalifé    |  | LR    | Les Républicains                      | Conseiller municipal de Metz                                   |
| Christine Herzog   |  | DVD   | Union centriste                       | Conseillère départementale, conseillère municipale de Hertzing |
| Catherine Belrhiti |  | LR    | Les Républicains                      | Conseillère régionale                                          |
| Michaël Weber      |  | PS    | Socialiste, écologiste et républicain | Maire de Woelfling-lès-Sarreguemines                           |
| Christine Herzog   |  | UDI   | Union centriste                       | Conseiller municipal de Basse-Ham                              |

### Conseillers départementaux

Cantons et affiliations à l'issue des élections de 2021.

| Canton                 | Conseiller Sortant          | Parti | Parti | Conseiller Élu              | Parti | Parti |
| ---------------------- | --------------------------- | ----- | ----- | --------------------------- | ----- | ----- |
| Algrange               | Éraldo Marroni              |       | PS    | Alexandra Rebstock-Pinna    |       | DVC   |
| Algrange               | Peggy Mazzero               |       | PS    | Mathieu Weis                |       | DVD   |
| Bitche                 | Anne Mazuy-Harter           |       | DVD   | Sophie Pastor               |       | DVC   |
| Bitche                 | David Suck                  |       | MR    | David Suck                  |       | MR    |
| Boulay-Moselle         | Jean-Paul Dastillung        |       | UDI   | Jean-Paul Dastillung        |       | UDI   |
| Boulay-Moselle         | Ginette Magras              |       | LR    | Ginette Magras              |       | LR    |
| Bouzonville            | Katia Muller                |       | UDI   | Estelle Bohr                |       | LR    |
| Bouzonville            | Laurent Steichen            |       | UDI   | Armel Chabane               |       | LR    |
| Les Coteaux de Moselle | Jean François               |       | LR    | Jean François               |       | LR    |
| Les Coteaux de Moselle | Bernadette Lapaque          |       | LR    | Bernadette Lapaque          |       | LR    |
| Fameck                 | Clément Arnould             |       | PS    | Rémy Dick                   |       | LR    |
| Fameck                 | Michèle Bey                 |       | PS    | Laurence Kléber             |       | DVD   |
| Faulquemont            | Danièle Jager-Weber         |       | DVD   | Marie-Élisabeth Becker      |       | DVD   |
| Faulquemont            | François Lavergne           |       | LR    | Jean-Luc Saccani            |       | DVD   |
| Forbach                | Carmen Diligent             |       | LR    | Christelle Loria-Manck      |       | DVD   |
| Forbach                | Gilbert Schuh               |       | UDI   | Gilbert Schuh               |       | UDI   |
| Freyming-Merlebach     | Françoise Goldite           |       | PS    | Léonce-Henriette Celka      |       | MR    |
| Freyming-Merlebach     | Laurent Kleinhentz          |       | PS    | Laurent Muller              |       | LR    |
| Hayange                | Nathalie Ambrosin-Chini     |       | PS    | Nathalie Ambrosin-Chini     |       | PS    |
| Hayange                | Luc Corradi                 |       | DVG   | Luc Corradi                 |       | DVG   |
| Metz-1                 | Dominique Gros              |       | PS    | Patrick Thil                |       | LR    |
| Metz-1                 | Patricia Sallusti           |       | PS    | Doan Tran                   |       | DVD   |
| Metz-2                 | Patricia Arnold             |       | DVD   | Patricia Arnold             |       | DVD   |
| Metz-2                 | Denis Jacquat               |       | LR    | Khalife Khalife             |       | LR    |
| Metz-3                 | Sébastien Koenig            |       | PS    | Emmanuel Lebeau             |       | DVD   |
| Metz-3                 | Sélima Saadi                |       | PS    | Anne Stemart                |       | LR    |
| Metzervisse            | Isabelle Rauch              |       | LREM  | Pierre Tacconi              |       | MR    |
| Metzervisse            | Pierre Zenner               |       | UDI   | Magaly Tonin                |       | LR    |
| Montigny-lès-Metz      | Marie-Louise Kuntz          |       | LR    | Marie-Louise Kuntz          |       | LR    |
| Montigny-lès-Metz      | Lucien Vetsch               |       | UDI   | Jean-Luc Bohl               |       | UDI   |
| Le Pays messin         | Martine Gillard             |       | UDI   | Patrick Grélot              |       | DVD   |
| Le Pays messin         | Jean-Louis Masson           |       | DVD   | Marie-Jo Zimmermann         |       | DVD   |
| Phalsbourg             | Nicole Pierrard             |       | DVD   | Véréna Fogel-Gossé          |       | DVD   |
| Phalsbourg             | Patrick Reichheld           |       | UDI   | Patrick Reichheld           |       | UDI   |
| Rombas                 | Danielle Calcari-Jean       |       | DVG   | Danielle Calcari-Jean       |       | DVG   |
| Rombas                 | Lionel Fournier             |       | PS    | Lionel Fournier             |       | PS    |
| Saint-Avold            | Patricia Boeglen            |       | MoDem | Flora Pili                  |       | DVC   |
| Saint-Avold            | André Wojciechowski         |       | LR    | Emmanuel Schuler            |       | DVC   |
| Sarralbe               | Claude Bitte                |       | LR    | Sonya Cristinelli-Fraiboeuf |       | LR    |
| Sarralbe               | Sonya Cristinelli-Fraiboeuf |       | LR    | Romuald Yahiaoui            |       | LR    |
| Sarrebourg             | Christine Herzog            |       | DVD   | Christine Herzog            |       | DVD   |
| Sarrebourg             | Bernard Simon               |       | DVD   | Bernard Simon               |       | DVD   |
| Sarreguemines          | Jean-Claude Cunat           |       | UDI   | Jean-Claude Cunat           |       | UDI   |
| Sarreguemines          | Évelyne Firtion             |       | DVD   | Évelyne Firtion             |       | DVD   |
| Le Saulnois            | Jeannine Berviller          |       | UDI   | Gaëtan Benimeddourene       |       | LR    |
| Le Saulnois            | Fernand Lormant             |       | LR    | Sylvie Bouschbacher         |       | DVD   |
| Le Sillon mosellan     | Julien Freyburger           |       | LR    | Julien Freyburger           |       | LR    |
| Le Sillon mosellan     | Valérie Romilly             |       | DVD   | Valérie Romilly             |       | DVD   |
| Stiring-Wendel         | Élisabeth Haag              |       | DVD   | Élisabeth Haag              |       | DVD   |
| Stiring-Wendel         | Constant Kieffer            |       | LR    | Constant Kieffer            |       | LR    |
| Thionville             | Pauline Lapointe-Zordan     |       | LR    | Pierre Cuny                 |       | DVD   |
| Thionville             | Olivier Rech                |       | LREM  | Brigitte Schneider          |       | DVD   |
| Yutz                   | Patrick Weiten              |       | UDI   | Patrick Weiten              |       | UDI   |
| Yutz                   | Rachel Zirovnik             |       | UDI   | Rachel Zirovnik             |       | UDI   |

### Conseillers régionaux
Présidence : Jean Rottner (Haut-Rhin)
|            | Parti                    | Siège |
| ---------- | ------------------------ | ----- |
| Majorité   |                          |       |
|            | LR-UDI-LC-MR-URL-LMR     | 16    |
| Opposition |                          |       |
|            | RN-CNIP-DR-LDP-PL-LAF    | 7     |
|            | EÉLV-PS-PCF-CÉ-GÉ-MdP-ND | 5     |
|            | LREM-TdP-MoDem-Agir      | 2     |

### Maires

Carte des 725 communes de la Moselle au 1er janvier 2022.

| Commune            | Maire               |  | Parti | Élection | Population |
| ------------------ | ------------------- |  | ----- | -------- | ---------- |
| Amnéville          | Éric Munier         |  | DVD   | 2014     | 10 853     |
| Creutzwald         | Jean-Luc Wozniak    |  | DVD   | 2007     | 12 389     |
| Fameck             | Michel Liebgott     |  | PS    | 1989     | 14 759     |
| Florange           | Rémy Dick           |  | LR    | 2016     | 11 891     |
| Forbach            | Alexandre Cassaro   |  | LR    | 2020     | 21 111     |
| Freyming-Merlebach | Pierre Lang         |  | LR    | 1995     | 13 069     |
| Hagondange         | Valérie Romilly     |  | DVD   | 2020     | 9 300      |
| Hayange            | Fabien Engelmann    |  | RN    | 2014     | 16 013     |
| Maizières-lès-Metz | Julien Freyburger   |  | LR    | 2014     | 11 725     |
| Marly              | Thierry Hory        |  | LR    | 2008     | 9 937      |
| Metz               | François Grosdidier |  | SL    | 2020     | 121 695    |
| Montigny-lès-Metz  | Jean-Luc Bohl       |  | HOR   | 2001     | 21 869     |
| Rombas             | Lionel Fournier     |  | DVG   | 1995     | 9 534      |
| Saint-Avold        | René Steiner        |  | DVC   | 2020     | 14 828     |
| Sarrebourg         | Alain Marty         |  | LR    | 1989     | 12 274     |
| Sarreguemines      | Marc Zingraff       |  | DVD   | 2020     | 20 324     |
| Stiring-Wendel     | Yves Ludwig         |  | DVD   | 2020     | 11 048     |
| Thionville         | Pierre Cuny         |  | HOR   | 2016     | 42 778     |
| Woippy             | Cédric Gouth        |  | DVC   | 2017     | 14 394     |
| Yutz               | Clémence Pouget     |  | DVD   | 2020     | 17 497     |

## Elections

### Période allemande: 1871-1918
Élections législatives (Reichstag)
| Circonscription                | 1874      | 1877     | 1878     | 1881      | 1884      | 1887      | 1890    | 1893    | 1898      | 1903      | 1907      | 1912    |
| ------------------------------ | --------- | -------- | -------- | --------- | --------- | --------- | ------- | ------- | --------- | --------- | --------- | ------- |
| 12e (Saargemünd, Forbach)      | Pougnet   | Jaunez   | Jaunez   | Jaunez    | Jaunez    | Jaunez    | Mangès  | Colbus  | de Schmid | de Schmid | Hoën      | Schatz  |
| 13e (Bolchen, Diedenhofen)     | Abel      | Abel     | Lorette  | de Wendel | de Wendel | de Wendel | Neumann | Neumann | Mérot     | Mérot     | de Wendel | Windeck |
| 14e (Metz)                     | des Loges | Bezanson | Bezanson | Bezanson  | Antoine   | Antoine   | Dellès  | Haas    | Pierson   | Jaunez    | Grégoire  | Weill   |
| 15e (Saarburg, Chateau-Salins) | Germain   | Germain  | Germain  | Germain   | Germain   | Germain   | Küchly  | Küchly  | Küchly    | Labroise  | Labroise  | Lévêque |

- Parti d'Alsace-Lorraine
- Parti conservateur
- Parti social-démocrate
- Zentrum
- Non-inscrit

### VeRépublique

#### Élections législatives
|      |      |      |      |      |      |      |      |      | 1re                                                | 1re                                                | 2e                                                 | 2e                                                 | 3e                                                 | 3e                                                 | 4e                                                 | 4e                                                 | 5e                                                 | 5e                                                 | 6e                                                 | 6e                                                 | 7e                                                 | 7e                                                 | 8e                                                 | 8e                                                 | 9e                                                 | 9e                                                 | 10e                                                | 10e                                                |
| ---- | ---- | ---- | ---- | ---- | ---- | ---- | ---- | ---- | -------------------------------------------------- | -------------------------------------------------- | -------------------------------------------------- | -------------------------------------------------- | -------------------------------------------------- | -------------------------------------------------- | -------------------------------------------------- | -------------------------------------------------- | -------------------------------------------------- | -------------------------------------------------- | -------------------------------------------------- | -------------------------------------------------- | -------------------------------------------------- | -------------------------------------------------- | -------------------------------------------------- | -------------------------------------------------- | -------------------------------------------------- | -------------------------------------------------- | -------------------------------------------------- | -------------------------------------------------- |
| 2024 | 2024 | 2024 | 2024 | 2024 | 2024 | 2024 | 2024 | 2024 |                                                    | RE                                                 |                                                    | RE                                                 |                                                    | UDI                                                |                                                    | LR                                                 |                                                    | RN                                                 |                                                    | RN                                                 |                                                    | RN                                                 |                                                    | RN                                                 |                                                    | HOR                                                |                                                    |                                                    |
| 2022 | 2022 | 2022 | 2022 | 2022 | 2022 | 2022 | 2022 | 2022 |                                                    | LREM                                               |                                                    | LREM                                               |                                                    | LFI                                                |                                                    | LR                                                 |                                                    | LR                                                 |                                                    | RN                                                 |                                                    | RN                                                 |                                                    | RN                                                 |                                                    | HOR                                                |                                                    |                                                    |
| 2017 | 2017 | 2017 | 2017 | 2017 | 2017 | 2017 | 2017 | 2017 |                                                    | LREM                                               |                                                    | LREM                                               |                                                    | LREM                                               |                                                    | LR                                                 |                                                    | LREM                                               |                                                    | LREM                                               |                                                    | LREM                                               |                                                    | MoDem                                              |                                                    | LREM                                               |                                                    |                                                    |
| 2012 | 2012 | 2012 | 2012 | 2012 | 2012 | 2012 | 2012 | 2012 |                                                    | PS                                                 |                                                    | UMP                                                |                                                    | UMP                                                |                                                    | UMP                                                |                                                    | UMP                                                |                                                    | PS                                                 |                                                    | PS                                                 |                                                    | PS                                                 |                                                    | UMP                                                |                                                    |                                                    |
| 2007 | 2007 | 2007 | 2007 | 2007 | 2007 | 2007 | 2007 | 2007 |                                                    | UMP                                                |                                                    | UMP                                                |                                                    | UMP                                                |                                                    | UMP                                                |                                                    | UMP                                                |                                                    | UMP                                                |                                                    | UMP                                                |                                                    | PS                                                 |                                                    | UMP                                                |                                                    | PS                                                 |
| 2002 | 2002 | 2002 | 2002 | 2002 | 2002 | 2002 | 2002 | 2002 |                                                    | UMP                                                |                                                    | UMP                                                |                                                    | UMP                                                |                                                    | UMP                                                |                                                    | UMP                                                |                                                    | UMP                                                |                                                    | UMP                                                |                                                    | PS                                                 |                                                    | UMP                                                |                                                    | PS                                                 |
| 1997 | 1997 | 1997 | 1997 | 1997 | 1997 | 1997 | 1997 | 1997 |                                                    | PS                                                 |                                                    | UDF                                                |                                                    | RPR                                                |                                                    | DVG                                                |                                                    | PS                                                 |                                                    | PS                                                 |                                                    | RPR                                                |                                                    | PS                                                 |                                                    | RPR                                                |                                                    | PS                                                 |
| 1993 | 1993 | 1993 | 1993 | 1993 | 1993 | 1993 | 1993 | 1993 |                                                    | RPR                                                |                                                    | UDF                                                |                                                    | RPR                                                |                                                    | MDR                                                |                                                    | UDF                                                |                                                    | UDF                                                |                                                    | RPR                                                |                                                    | CNIP                                               |                                                    | RPR                                                |                                                    | UDF                                                |
| 1988 | 1988 | 1988 | 1988 | 1988 | 1988 | 1988 | 1988 | 1988 |                                                    | PS                                                 |                                                    | UDF                                                |                                                    | RPR                                                |                                                    | UDF                                                |                                                    | UDF                                                |                                                    | PS                                                 |                                                    | RPR                                                |                                                    | RPR                                                |                                                    | RPR                                                |                                                    | PS                                                 |
| 1986 | 1986 | 1986 | 1986 | 1986 | 1986 | 1986 | 1986 | 1986 | Scrutin proportionnel plurinominal par département | Scrutin proportionnel plurinominal par département | Scrutin proportionnel plurinominal par département | Scrutin proportionnel plurinominal par département | Scrutin proportionnel plurinominal par département | Scrutin proportionnel plurinominal par département | Scrutin proportionnel plurinominal par département | Scrutin proportionnel plurinominal par département | Scrutin proportionnel plurinominal par département | Scrutin proportionnel plurinominal par département | Scrutin proportionnel plurinominal par département | Scrutin proportionnel plurinominal par département | Scrutin proportionnel plurinominal par département | Scrutin proportionnel plurinominal par département | Scrutin proportionnel plurinominal par département | Scrutin proportionnel plurinominal par département | Scrutin proportionnel plurinominal par département | Scrutin proportionnel plurinominal par département | Scrutin proportionnel plurinominal par département | Scrutin proportionnel plurinominal par département |
| 1981 | 1981 | 1981 | 1981 | 1981 | 1981 | 1981 | 1981 | 1981 |                                                    | PS                                                 |                                                    | RPR                                                |                                                    | PS                                                 |                                                    | PS                                                 |                                                    | PS                                                 |                                                    | PS                                                 |                                                    | UDF                                                |                                                    | RPR                                                |                                                    |                                                    |                                                    |                                                    |
| 1978 | 1978 | 1978 | 1978 | 1978 | 1978 | 1978 | 1978 | 1978 |                                                    | PS                                                 |                                                    | RPR                                                |                                                    | PCF                                                |                                                    | UDF                                                |                                                    | RPR                                                |                                                    | RPR                                                |                                                    | UDF                                                |                                                    | RPR                                                |                                                    |                                                    |                                                    |                                                    |
| 1973 | 1973 | 1973 | 1973 | 1973 | 1973 | 1973 | 1973 | 1973 |                                                    | MR                                                 |                                                    | UDR                                                |                                                    | PCF                                                |                                                    | RI                                                 |                                                    | UDR                                                |                                                    | PRV                                                |                                                    | CDP                                                |                                                    | UDR                                                |                                                    |                                                    |                                                    |                                                    |
| 1968 | 1968 | 1968 | 1968 | 1968 | 1968 | 1968 | 1968 | 1968 |                                                    | RI                                                 |                                                    | UDR                                                |                                                    | RI                                                 |                                                    | RI                                                 |                                                    | UDR                                                |                                                    | UDR                                                |                                                    | UDR                                                |                                                    | UDR                                                |                                                    |                                                    |                                                    |                                                    |
| 1967 | 1967 | 1967 | 1967 | 1967 | 1967 | 1967 | 1967 | 1967 |                                                    | RI                                                 |                                                    | CD                                                 |                                                    | PCF                                                |                                                    | RI                                                 |                                                    | UD-Ve                                              |                                                    | UD-Ve                                              |                                                    | UD-Ve                                              |                                                    | Modérés                                            |                                                    |                                                    |                                                    |                                                    |
| 1962 | 1962 | 1962 | 1962 | 1962 | 1962 | 1962 | 1962 | 1962 |                                                    | RI                                                 |                                                    | MRP                                                |                                                    | UNR-UDT                                            |                                                    | RI                                                 |                                                    | UNR-UDT                                            |                                                    | UNR-UDT                                            |                                                    | UNR-UDT                                            |                                                    | UNR-UDT                                            |                                                    |                                                    |                                                    |                                                    |
| 1958 | 1958 | 1958 | 1958 | 1958 | 1958 | 1958 | 1958 | 1958 |                                                    | CNIP                                               |                                                    | UNR                                                |                                                    | CR                                                 |                                                    | MRP                                                |                                                    | MRP                                                |                                                    | UNR                                                |                                                    | MRP                                                |                                                    | UNR                                                |                                                    |                                                    |                                                    |                                                    |